# Giannetto Bongiovanni
Giannetto Bongiovanni (Dosolo, 8 novembre 1890 – Brescello, 30 novembre 1964) è stato un giornalista, scrittore e traduttore italiano.

## Biografia

### Formazione e prime esperienze
Il padre, maestro elementare, lo avvia agli studi classici, che egli segue nelle città di Mantova, Parma e Cremona. Finito il liceo, viene ammesso al Collegio Ghislieri di Pavia per l'istruzione dei giovani in disagiate condizioni economiche, meritevoli per il profitto scolastico. Bongiovanni frequenta la Facoltà di Giurisprudenza, ma non si laurea, poiché, durante l'apprendistato di giornalista alla Provincia Pavese, matura la decisione di rinunciare alla toga.
Da Pavia va a Trieste, dove a capo del movimento pro Università Italiana, pubblica un numero unico, cui dà la propria collaborazione anche Cesare Battisti. Tornato a Mantova, è prima redattore e poi direttore della Provincia di Mantova che dirige dal 16 settembre 1914 all'8 ottobre 1915 e dal 16 febbraio 1919 al l° maggio 1920, data in cui il quotidiano cessa le pubblicazioni. La Provincia di Mantova, attraverso gli articoli di Ivanoe Bonomi e dello stesso Bongiovanni, si batte per l'entrata in guerra dell'Italia contro gli imperi centrali.
L'8 ottobre 1915 lascia la direzione del giornale e parte volontario per il fronte dove nell'ottobre 1916 viene promosso tenente dei bombardieri. Nella primavera del 1917 conosce occasionalmente a Gorizia il generale Capello, del quale scriverà nel 1946 un profilo, nella prefazione al libro della di lui figlia Laura: N. 3264 (Generale Capello), edito da Garzanti.

### Il periodo milanese e l'esperienza di inviato speciale
Finita la guerra, il 16 febbraio 1919 riprende la direzione della Provincia di Mantova. Verso la fine dell'anno 1920 parte per Milano e, dopo alcuni mesi di attesa viene chiamato alla redazione del Secolo da Mario Missiroli, che ne fu direttore nel periodo 1921-1923. Del Secolo Bongiovanni è per oltre sei anni inviato speciale e come tale percorre l'Europa e segue operazioni belliche in Libia e in Marocco: è in Libia nel periodo novembre 1923 - gennaio 1924 al seguito delle truppe metropolitane e coloniali impegnate nella riconquista dei territori perduti dall'Italia nella guerra 1915-18. Le testimonianze sono raccolte nel libro Insciallah! (Come Dio vuole), pubblicato nel 1924. In questo periodo inizia una corrispondenza epistolare con Gabriele D'Annunzio che ha occasione di incontrare in diverse occasioni.

Nel 1925 viene inviato in Marocco, dove era in corso l'insurrezione nazionalista di Abd el-Krim contro francesi e spagnoli e scrive vivaci corrispondenze che raccoglie nel libro Cicogne minareti fucilate (1927). L'attività giornalistica di Bongiovanni va sempre di pari passo con quella di scrittore. Nel 1923, infatti, aveva già pubblicato il romanzo Il ceppo.

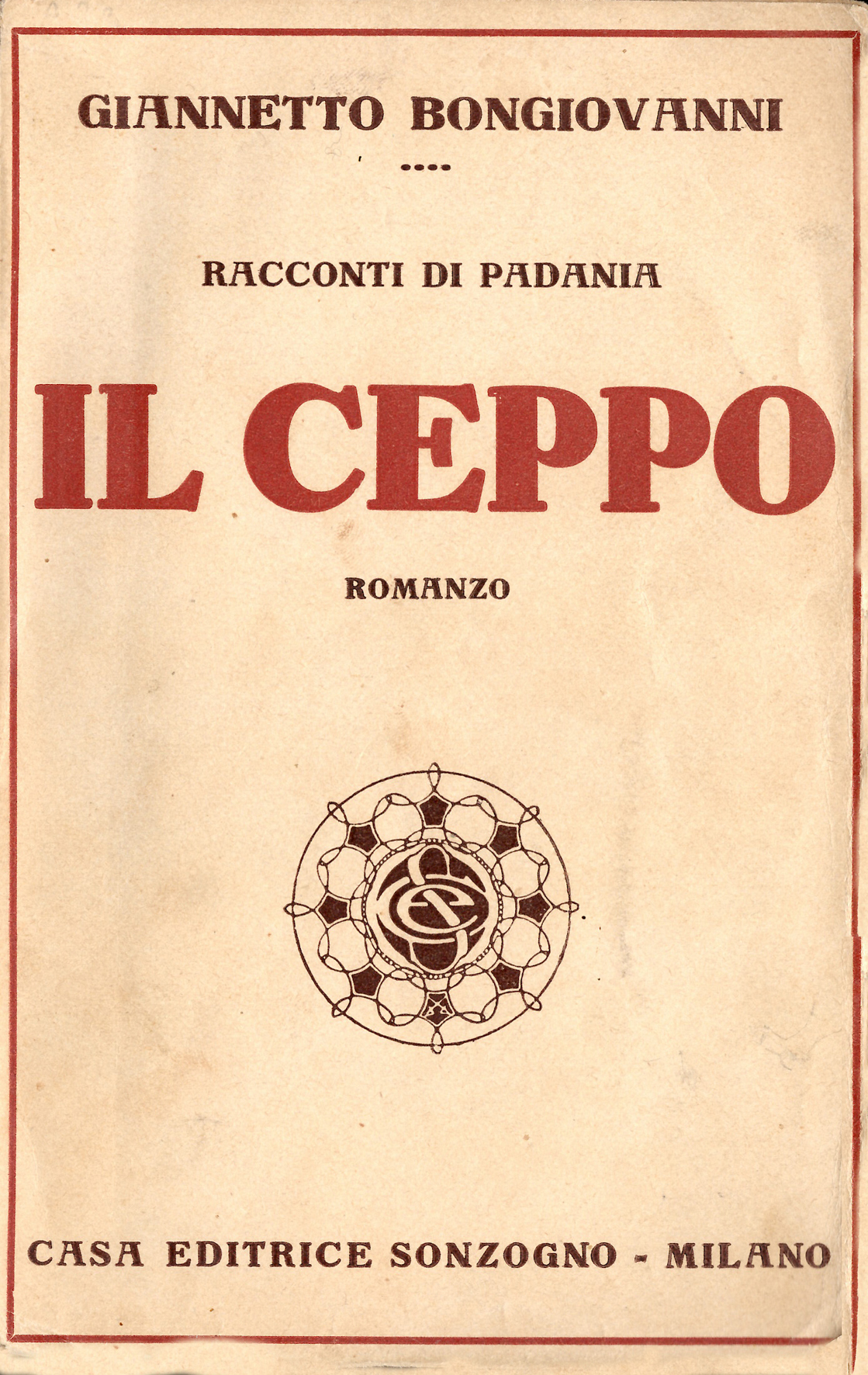
Copertina Il Ceppo

 Con Il ceppo e la successiva raccolta di novelle Consigli a Madlén (1925), che in parte precedono cronologicamente il romanzo, Bongiovanni avvia il suo discorso sul paese natale e sul Po che continua ininterrottamente fino alla morte.
Rimasto disoccupato nella primavera del 1927 a seguito della chiusura del Secolo, si allontana da Milano e vive per cinque anni tra Como e Varese, facendo frequenti puntate a Dosolo, attraversando momenti di indigenza. In questo periodo intensifica la collaborazione esterna con giornali e riviste (Il Resto del Carlino, la Sera, Cronaca Prealpina, la Voce di Mantova, la Illustrazione Italiana). È del 1929 la biografia di Baldessar Castiglione, il mantovano di Casatico. Nel 1930 pubblica I Gonzaga, con il sottotitolo Profili e scorci di una grande casata. Ritorna in un capitolo del libro Isabella d'Este, della quale Bongiovanni amplia il ritratto, che porterà a compimento nel 1939.
Nel 1931 pubblica La Compagnia del Trivelin, terza opera di Padania. Nello stesso anno cura, con il giornalista Mario Rivoire, una guida storico-artistico-turistica di Varese e provincia. Nel 1932 rientra a Milano e nell'ottobre sposa la Tina Chiesi di Brescello. Nei primi mesi del 1933, per interessamento del commediografo Gino Rocca, presidente della Federazione lombarda dei giornalisti, ottiene il posto di corrispondente da Milano del Giornale d'Italia di Roma. Per dieci anni Bongiovanni telefona le notizie milanesi al giornale di Roma e scrive le corrispondenze che gli vengono ordinate.
In questo periodo interrompe il ciclo delle opere di Padania, dedicandosi alle ricerche storico-biografiche. Bisognerà aspettare il 1945 per leggere un altro romanzo di Padania, Quattro occhi azzurri. Nel 1934 pubblica la Vita di Antonio Panizzi, il carbonaro brescellese che, esule in Inghilterra, diventò bibliotecario capo e segretario del Museo Britannico a Londra. Segue l'anno dopo Con Fogazzaro in Valsolda. Nel 1939 va in stampa Isabella d'Este, marchesa di Mantova, pubblicata dalla Casa Editrice Treves. Il libro riscuote un notevole successo e nel 1941, tradotto in tedesco da Werner Johannes Guggenheim, presso la Casa Editrice Rascher di Zurigo-Lipsia.
Nello stesso anno in cui esce Isabella d'Este comincia a scrivere romanzi gialli e avventurosi. Scrive una quindicina di questi libri, sei dei quali sono pubblicati nella collana Il Romanzo Mensile del Corriere della Sera. Per tutta la durata della guerra si dedica soltanto a tale produzione, se si esclude il volumetto Dal carteggia inedito Verdi-Vigna, uscito nel 1941 nelle edizioni del Giornale d'Italia.

### Sfollato a Dosolo e ritorno a Milano
Nonostante i bombardamenti, risiede a Milano fino all'agosto 1943, quando gli aerei alleati gli distruggono l'appartamento. Sfollato a Dosolo con la moglie comincia a scrivere un romanzo sui Gonzaga fino all'autunno 1944, quando i tedeschi reclutano tutti gli uomini validi, Bongiovanni compreso, per fortificare la linea del Po. Da quella esperienza trae il romanzo Cartolina verde, uscito nel 1951.
A Dosolo fa parte del Comitato di Liberazione Nazionale, come rappresentante del Partito Democratico del Lavoro. Il 25 aprile, insieme ai componenti del Comitato, occupa il Municipio di Dosolo e, nominato capo della polizia, si interessa principalmente degli interrogatori dei fascisti più compromessi, che erano stati rinchiusi nelle celle della caserma dei Carabinieri.
Torna a Milano, da solo, per riprendere le collaborazioni con i giornali, avendo assoluta necessita di denaro per vivere. Non appena il Giornale d'Italia ricomincia le pubblicazioni, gli viene riaffidato il posto di corrispondente. Continua a scrivere novelle e romanzi avventurosi, traduce polizieschi di Georges Simenon per Mondadori e collabora con articoli di vario genere al Resto del Carlino.
È del 1946 la già citata prefazione al libro di Laura Capello, parte della quale è dedicata alla ricostruzione del fallito attentato a Mussolini da parte di Tito Zaniboni, con cui Bongiovanni ha una corrispondenza epistolare, e dei rapporti di quest'ultimo con il generale Luigi Capello.
Nel 1950 Bongiovanni viene eletto alla presidenza della Sala Stampa di Milano, carica che mantiene fino alla morte. Nello stesso periodo comincia anche a collaborare alla trasmissione radiofonica del Gazzettino Padano. Nel 1954 esce Destino dei Gonzaga, il lungo romanzo elaborato a Dosolo, che narra la vicenda dei principi che ressero Mantova per quattro secoli.
Nel 1955 viene pubblicato Sulle orme di Francesco Petrarca, in cui la vita di Petrarca viene raccontata attraverso i luoghi che ha frequentato. Il 18 marzo 1961, nell'aula consiliare della Amministrazione Provinciale di Mantova, riceve una delle prime medaglie d'oro assegnate dalla Gazzetta di Mantova ai "benemeriti di Mantova". Il 13 settembre 1963 fonda a Milano, appoggiato da due personaggi padani quali Cesare Zavattini e Dino Villani, l'Associazione "Amici del Po", di cui Bongiovanni è anche componente del Consiglio Direttivo.

## Opere[1]

### Pubblicazioni
- L'erede. Come un sogno. Scene, Mantova, A. Baruffaldi, 1914
- Sulle orme di Alberto Cantoni, Mantova, La Provincia, 1920
- Il ceppo, Milano, Sonzogno, 1923
- Insciallah, Milano, Sonzogno, 1924
- Consigli a Madlén, Milano, Sonzogno, 1925
- Cicogne minareti fucilate, Milano, C. Vanelli, 1927
- Baldessar Castiglione, Milano, Alpes, 1929
- I Gonzaga, Milano, Athena, 1930
- La Compagnia del Trivelin, Milano, Sonzogno, 1931
- Varese e la sua provincia, Varese, stab. tip. Littorio, 1931
- Vita di Antonio Panizzi, Milano, Editoriale IV Novembre, 1934
- Con Fogazzaro in Valsolda, Vicenza, E. Jacchia, 1935
- Isabella d'Este, marchesa di Mantova, Milano, Fratelli Treves, 1939
- Le quattro profezie, Milano, tip. Corriere della Sera, 1939, collana "Il romanzo.mensile", n. 4
- Al Belvedere si balla, Milano, tip. Corriere della Sera, 1939, collana "Il romanzo mensile", n. 10
- Il ritratto dell'altra, Milano, tip. Corriere della Sera, 1941, collana “Il romanzo mensile". n...
- I ranocchi di giada, Roma, "Tribuna illustrata”, 1941
- Delitto in biblioteca, Milano, Edital, 1941
- Dal carteggio inedito Verdi-Vigna, Roma, edizioni Il giornale d'Italia, 1941
- Senorita passione, Milano, tip. Corriere della Sera, 1942, collana "Il romanzo mensile", n. 2
- Il tesoro dei carraresi, Milano, Editoriale italiana, 1942
- Il cavaliere errante, Milano, tip. Corriere della Sera, 1943, collana "Il romanzo.mensile", n. 4
- Sei gocce rosse Milano, tip. Corriere della Sera, 1943, “Il romanzo mensile", n. 11
- Messaggio segreto, Milano, edizioni Alpe, 1944
- Misteri al Palazzone, Milano, edizioni Alpe, 1945
- Quattro occhi azzurri, Milano, Valsecchi, 1945
- Cartolina verde, Milano, Gastaldi, 1950
- Ricordo di Ruggero Ruggeri, Guastalla, 1953
- Destino dei Gonzaga, Mantova, edizioni CITEM, 1954
- L'uomo della giostra, Mantova, edizioni CITEM, 1954
- Sulle orme di Francesco Petrarca, Milano, Gastaldi, 1955
- Singrén ha 4 anni, Milano, Omnia editrice, 1961